# Hassan Mohamed
Hassan Mohamed Hussain Al Shaibani (arabe : حسن محمد حسين) (né le 23 août 1962) est un joueur de football international émirati, qui évoluait au poste de milieu de terrain.

## Biographie

### Carrière en sélection
Avec l'équipe des Émirats arabes unis, il figure notamment dans le groupe des sélectionnés lors de la Coupe du monde de 1990. Lors du mondial, il joue un match contre l'Allemagne.
Il dispute également la Coupe d'Asie des nations de 1988.